# Saint-Brice (Gironda)
Saint-Brice è un comune francese di 313 abitanti situato nel dipartimento della Gironda nella regione della Nuova Aquitania.

## Società

### Evoluzione demografica
Abitanti censiti